# Латышские народные сказки
Латышские народные сказки (латыш. Latviešu tautas teikas) — народные сказки латышей.
На латышские сказки оказал влияние фольклор соседей: русский, белорусский, немецкий, польский и эстонский.

## Сборники
До конца XIX века латышские сказки были исключительно устным видом народного творчества.
Первый сборник из 148 был издан в 1887 году Ф. Бривземниексом.
В 1903 году вышел семитомник «Latviešu tautas teikas un pasakas» (1891—1903) сказок, собранных А. Лерхом-Пушкайтисом, а в 1925 году — семитомник «Latviešu tautas teikas un pasakas» (1825—1937) сказок, подготовленный П. Шмитом.
На 1967 год Академией наук Латвийской ССР было собрано около 90 тыс. сказок.

## Классификация
В латышском литературоведении сказки принято делить на 3 основных типа:
- Аллегорические сказки о животных,
- Волшебные сказки
- «Бытовые сказки» (включая шуточные и новеллистические)

## Сюжеты сказок
Наиболее популярные сказки — о борьбе с чудовищами, освобождении заколдованной принцессы, о третьем сыне и сказки о падчерице.
Главный герой многих сказок — силач, сильный мужик или сильный сын. В этих сказках много мотивов очень древнего происхождения.
Как правило — силач является сыном кобылы, рыбы, медведя и т. п. Спустя какое-то время после рождения в нём проявляется огромная физическая сила.
Потом в сказке описывается традиционное испытание сил, оружия и орудий труда, после чего герой покидает дом. В ходе сказки герой совершает подвиги и борется против недугов. Первым его противником как правило оказывается хозяин (помещик, король), к которому он нанялся на работу. Затем следует демонстрация силы и схватка со сверхъестественным врагом.
Как правило у героя много помощников-силачей, животных и сил природы. Пройдя через все испытания, герой получает награду: королевскую дочь и богатое приданое.
Другим популярным героем сказок является третий сын, дурак (по мнению окружающих). В некоторых сказках вместо младшего сына выступает образ сироты.
По сюжету эти сказки близки к сказкам про силачей, но герой побеждает не силой, а моральными качествами.
Часто злым героем является черт, который олицетворяет древние силы природы. Он обладает огромным ростом и силой, и редко вмешивается в дела человека.
Несмотря на это, человек его легко обманывает и побеждает.
В более поздних сказках черт, оставаясь злым героем, уже «теряет» свой огромный рост и силу, и приобретает черты феодального помещика. Под влиянием христианства черт «перемещается» из болот и дремучих лесов в ад.

## Строение сказки
Большинство сказок имеют сходную структуру: короткая характеристика героя и его окружения(крестьянский быт, бедность и т. д.), странствие, встреча с противником, борьба, победа и награда.
Сказки начинаются либо со слов латыш. "Reiz dzīvoja …" («Жили однажды …», что соответствует русскому «жили-были …»), либо одной из двух других формул.
Далее, после описания быта героя, герой покидает дом, создавая предпосылку для дальнейшего развития сюжета. Обычно для ухода из дома есть какая-то мотивировка (поиск заработка, бедность, героя выгоняют из дома братья, и т. д.)
Центральная, основная часть сказки — рассказ о столкновениях героя с противниками. Здесь события описаны очень подробно. Герой всегда выходит победителем их всех испытаний.
Стандартная концовка очень лаконична: «Он счастливо живёт по сегодняшний день, если только не умер». В сказках из восточных районов Латвии (видимо, под влиянием славянского фольклора) концовки более расширенные. Сказитель обычно утверждает, что сам был свидетелем приключений, и выражает своё отношение к событиям.